# Ли, Генри Сэмбрук
Генри Сэмбрук Ли (англ. H. S. [Henry Sambrooke] Leigh; 1837—1883) — английский поэт, драматург и комический певец.
Сын Джеймса Мэтьюса Ли, он родился в Лондоне 29 марта 1837 года. С ранних лет занимался литературной деятельностью. Время от времени появлялись сборники его текстов под названиями Carols of Cockayne, 1869 (несколько изданий); Gillott and Goosequill, 1871; A Town Garland, 1878; и Strains from the Strand. Trifles in Verse, 1882 г.
Для сцены он перевёл много текстов французских комических опер. Его первое сочинение для театра было осуществлено в сотрудничестве с Чарльзом Милвордом в музыкальном в Королевском театре в Бирмингеме. Его Falsacappa c музыкой Оффенбаха была поставлена в театре «Глобус» 22 апреля 1871 года; Le Roi Carotte в Альгамбре 3 июня 1872 года; «Мост Вздохов», опера-буфф, в Сент-Джеймс, 18 ноября 1872 года; «Белая кошка» — сказочное зрелище в Королевском дворце на Long Acre 2 декабря 1875 года; Voyage Dans La Lune, в оперном театре, в Альгамбре, 15 апреля 1876 года; Fatinitza, опера-буффа, переведённая с немецкого языка, в Альгамбре 20 июня 1878 года; «Великий Казимир», водевиль, в Gaiety, 27 сентября 1879 года; «Золушка», опера с музыкой Дж. Фармера, в Зале Святого Джеймса 2 мая 1884 года (слова были опубликованы в 1882 году); «Разбойники» Х. Мейлака и Л. Галеви, адаптированные к английским словам Ли, были напечатаны в 1884 году. Для «Люреты» — комической оперы, Авеню, 24 марта 1883 года, он написал текст; а вместе с Робертом Рисом он поставил комическую оперу La Petite Mademoiselle, Альгамбра, 6 октября 1879 года.
Его последний театральный проект  закончился полным провалом, это была комическая опера «Князь Мафусал», поставленная в театре Folies Dramatiques (ныне Кингсвей) на Большой Королевской улице (Great Queen Street) в Лондоне 19 мая 1883 года.
Ли владел испанским, португальским, и французским языками, был блестящим и остроумным собеседником и юмористическим певцом. Он умер в своих апартаментах в частном отеле Лоутера, 35 Стрэнд, Лондон, 16 июня 1883 года и был похоронен на кладбище Бромптон 22 июня.